# Discographie de Story of the Year
La discographie du groupe américain de rock Story of the Year se compose de 7 albums studio, un album live, trois extended plays, 14 singles, deux albums vidéo et 12 vidéoclips.

## Albums

### Albums studio
| Titre                              | Détails                                                                                | Meilleure position | Meilleure position | Meilleure position | Meilleure position | Meilleure position | Certifications |
| Titre                              | Détails                                                                                | US                 | US Alt.            | US Rock            | AUS                | UK                 | Certifications |
| ---------------------------------- | -------------------------------------------------------------------------------------- | ------------------ | ------------------ | ------------------ | ------------------ | ------------------ | -------------- |
| Page Avenue                        | - Commercialisé : 16 septembre 2003 - Label : Maverick - Formats : CD, téléchargement  | 51                 | —                  | —                  | —                  | —                  | - RIAA : Or    |
| In the Wake of Determination       | - Commercialisé : 11 octobre 2005 - Label : Maverick - Formats : CD, téléchargement    | 19                 | —                  | —                  | 38                 | 149                |                |
| The Black Swan                     | - Commercialisé : 22 avril 2008 - Label: Epitaph - Formats : CD, téléchargement        | 18                 | 4                  | 4                  | 25                 | 136                |                |
| The Constant                       | - Commercialisé : 16 février 2010 - Label: Epitaph - Formats: CD, téléchargement       | 42                 | 4                  | 5                  | —                  | —                  |                |
| Page Avenue: 10 Years and Counting | - Commercialisé : 8 octobre 2013 - Label: Self-released - Formats: CD, téléchargement  | —                  | —                  | —                  | —                  | —                  |                |
| Wolves                             | - Commercialisé : 8 décembre 2017 - Label: Self-released - Formats: CD, téléchargement | —                  | —                  | —                  | —                  | —                  |                |
| Tear Me to Pieces                  | - Commercialisé : 10 mars 2023 - Label: SharpTone - Formats : CD, téléchargements      | —                  | —                  | —                  | —                  | —                  |                |

### Albums live
| Titre           | Détails                                                        | Meilleure position |
| Titre           | Détails                                                        | US                 |
| --------------- | -------------------------------------------------------------- | ------------------ |
| Live in the Lou | - Commercialisé : 10 mai 2005 - Label : Maverick - Formats: CD | 138                |

### Albums vidéo
| Titre                                        | Détails                                                       |
| -------------------------------------------- | ------------------------------------------------------------- |
| Bassassins                                   | - Commercialisé: 10 mai 2005 - Label: Maverick - Formats: DVD |
| Our Time Is Now: Two Years in the Life of... | - Commercialisé: 13 mai 2008 - Label: Image - Formats: DVD    |

## Extended plays
| Titre                                                | Détails                                                      |
| ---------------------------------------------------- | ------------------------------------------------------------ |
| Three Days Broken (sous le nom de Big Blue Monkey)   | - Commercialisé : 1998 - Label : Auto-produit - Formats: CD  |
| Truth in Separation (sous le nom de Big Blue Monkey) | - Commercialisé : 1999 - Label : Auto-produit - Formats : CD |
| Story of the Year (sous le nom de Big Blue Monkey)   | - Commercialisé : 2002 - Label : Criterion - Formats : CD    |

## Singles
| Titre                   | Année | Meilleure position | Meilleure position | Meilleure position | Album                        |
| Titre                   | Année | US Alt.            | US Main. Rock      | UK                 | Album                        |
| ----------------------- | ----- | ------------------ | ------------------ | ------------------ | ---------------------------- |
| Until the Day I Die     | 2003  | 12                 | —                  | 62                 | Page Avenue                  |
| Anthem of Our Dying Day | 2004  | 10                 | —                  | —                  | Page Avenue                  |
| Sidewalks               | 2004  | 40                 | —                  | —                  | Page Avenue                  |
| We Don't Care Anymore   | 2005  | 28                 | 38                 | —                  | In the Wake of Determination |
| Take Me Back            | 2006  | —                  | —                  | —                  | In the Wake of Determination |
| Wake Up                 | 2008  | —                  | —                  | —                  | The Black Swan               |
| Message to the World    | 2008  | —                  | —                  | —                  | The Black Swan               |
| The Antidote            | 2008  | —                  | —                  | —                  | The Black Swan               |
| I'm Alive               | 2010  | —                  | —                  | —                  | The Constant                 |
| "To the Burial"         | 2010  | —                  | —                  | —                  | The Constant                 |
| "The Dream Is Over"     | 2011  | —                  | —                  | —                  | The Constant                 |
| "Bang Bang"             | 2017  | —                  | —                  | —                  | Wolves                       |
| "Miracle"               | 2017  | —                  | —                  | —                  | Wolves                       |
| "I Swear I'm Okay"      | 2017  | —                  | —                  | —                  | Wolves                       |

## Vidéoclips
| Titre                   | Année | Réalisateur(s)                 |
| ----------------------- | ----- | ------------------------------ |
| Until the Day I Die     | 2003  | Smith and Borin                |
| Anthem of Our Dying Day | 2004  | Mr. Hahn                       |
| Sidewalks               | 2004  | Villains                       |
| We Don't Care Anymore   | 2005  | NC                             |
| Take Me Back            | 2006  | NC                             |
| Wake Up                 | 2008  | NC                             |
| The Antidote            | 2008  | NC                             |
| Terrified               | 2009  | NC                             |
| I'm Alive               | 2010  | NC                             |
| Bang Bang               | 2017  | Ryan Phillips                  |
| Praying for Rain        | 2017  | Ryan Phillips                  |
| Miracle                 | 2019  | Jordan Phoenix & Ben Vogelsang |